# AVN награда за MILF изпълнителка на годината
AVN награда за MILF изпълнителка на годината (на английски: AVN Award MILF Performer of the Year) се връчва ежегодно на церемонията на наградите на AVN в Лас Вегас, щата Невада, САЩ.
Наградата се присъжда на най-добре представилата се през предходната година порнографска актриса на възраст над 30 години.

## Носителки на наградата
| Година | Носителка   | Номинирани |
| ------ | ----------- | --- |
| 2009   | Лиса Ан     | Джулия Ан, Дарил Хана, Нина Хартли Бренда Джеймс, Франческа Ли, Девън Лий Пейтън Лий, Амбър Лин, Кели Медисън Магдалена Ст. Майкълс, Кендра Сикретс Рейвнес, Кристал Съмърс, Сиена Уест       |
| 2010   | Джулия Ан   | Рейчъл Лов, Джулия Ан, Ракел Дивайн Хънтър Брайс, Даймънд Фокс, Дарил Хана Холи Халстън, Кайли Айрланд, Франческа Ли Кели Медисън, Персия Пеле, Рейвнес Магдалена Ст. Майкълс, Индия Съмър    |
| 2011   | Джулия Ан   | Лиса Ан, Дьома, Джанет Мейсън Дайъмънд Фокс, Диана Лорън, Индия Съмър Кели Мадисън, Пейтън Лий, Рейлин Ракел Дивайн, Рейвнес, Вана Стърлинг Франческа Ли, Таня Тейт                           |
| 2012   | Индия Съмър | Ейва Адамс, Лиса Ан, Ейндженет Астория Вероника Авлъв, Дарла Крейн, Зоуи Холоуей Даймънд Фокс, Франческа Ли, Кели Медисън Елексис Монро, Рейлин, Индия Съмър Таня Тейт, Инари Веш             |
| 2013   | Джулия Ан   | Ейва Адамс, Франческа Ли, Финикс Мари Лиса Ан, Вероника Авлъв, Рейлин Таня Тейт, Нина Хартли, Кели Мадисън Бранди Лов, Дюксма, Ванила Дивайл, Магдалена Ст. Майкълс, Индия Съмър              |
| 2014   | Индия Съмър | Ейва Адамс, Вероника Авлъв, Джулия Ан, Лиса Ан, Чери Дивайл, Франческа Ли Кендра Лъст, Кели Медисън, Зои Холоуей Рейвнес, Джоди Уест, Таня Тейт, Магдалена Ст. Майкълс                        |
| 2015   | Индия Съмър | Ейва Адамс, Вероника Авлъв, Джулия Ан, Лиса Ан, Чери Дивайл, Франческа Ли Кендра Луст, Кели Медисън, Ариела Ферера Рейвнес, Джоди Уест, Киара Мия Алисън Мур, Бранди Лов, Никита Фон Джеймс   |
| 2016   | Кендра Лъст | Ейва Адамс, Вероника Авлъв, Джулия Ан, Алена Крофт, Чери Дивайл, Франческа Ли Кендра Лъст, Бриджит Би, Мерцедес Карера Райън Конър, Джоди Уест, Финикс Мари Индия Съмър, Бранди Лов, Нина Ели |
| 2017   | Кендра Лъст | |